# Saltmarshe
Saltmarshe är en by i civil parish Laxton, i distriktet East Riding of Yorkshire, i grevskapet East Riding of Yorkshire, i England. Byn är belägen 5 km från Goole. Saltmarshe var en civil parish 1866–1935 när blev den en del av Laxton och Howden. Civil parish hade 82 invånare år 1931. Byn nämndes i Domedagsboken (Domesday Book) år 1086, och kallades då Saltemersc.